# Carbonera vera
La carbonera vera o cualbra carbonera gran (Russula nigricans) és una espècie de fong de l'ordre dels russulals (Russulales). Pertany al grup de les carboneres.

## Morfologia
Barret gran, de fins a 20 cm de diàmetre, carnós, dur; convex de jove, estés i lleugerament deprimit en l'adult; de color blanquinós, marmolejat bru-bistre cap al marge, després s'estén a tot el barret, amb tons negres pel centre, de vegades aterridor-afieltrat a la lupa. Cutícula mat, separable fins a 1/3 o fins i tot fins a mig radi. Làmines de sabor acre (de vegades lentament), summament espaiades, adnates, sinuades o arrodonides, després decurrents i fràgils, amb abundants soldadures, que enrojolen el roc i després ennegreixen, amb l'aresta també negra. Peu curt, blanc, al tacte es torna vermellós i després bru-negruzco. Carn que al tall pren un color vermell-carmí i posteriorment canvia a bru-negruzco, d'olor afruitat i sabor dolç. Esporada blanca (Ia). Reacció (Fe) de color verd-gris fosc i positiva blau-verdós ràpid amb el guaiaco (G). És comú en boscos de coníferes i planifolis.

## Hàbitat
Fructifica als boscos de planifolis (especialment faigs) i de coníferes a la darreria de l'estiu i a la tardor, i entre 0-1.412 m d'altitud.

## Distribució geogràfica
Es troba a Europa (incloent-hi les illes Britàniques) i la costa atlàntica de Nord-amèrica.

## Paràsits
És parasitat per Asterophora lycoperdoides i Asterophora parasitica.

## Etimologia
Del llatí nigricans (negrós) perquè la seua carn esdevé de color negre.

## Comestibilitat
La seua carn (dura i alhora grumollosa) conjuntament amb el seu color i el seu sabor acre, no el fan un bon comestible. Segons alguns autors, sembla que, fins i tot, ha provocat certs trastorns.

## Propietats medicinals
Entre d'altres, té propietats antitumorals